# 300 чуда (часопис)
300 чуда је био забавни часопис који је излазио у Београду од 1954. до 1973. године. Издавач је био Новинско-издавачко предузеће Дуга из Београда. Излазио је петнаестодневно. Главни уредник био је Миодраг Стефановић.

## О часопису
300 чуда је био часопис који се бавио различитим забавним темама, какве су популарна наука, медицина, мистерије и сличне. Излазио је 20 година и укупно је објављено 464 броја.
Часопис је имао и додатке:
- Године 1956. покренут је додатак Практична жена, који је као самостално издање наставио да излази и после гашења матичне публикације.
- Од 1958. до 1963. излазио је Плави додатак у ком су објављивани кратки популарни романи различитих жанрова (вестерни, кримићи, авантуристички и слични). Укупно је објављено 220 бројева.[4]